# Neomorphinae
Neomorphinae je potporodica kukavica. Sastoji se od četiri roda i jedanaest vrsta. Ponegdje se u literaturi može vidjeti da se zovu kopnene kukavice jer uglavnom žive na tlu.

## Opis
Ptice iz ove porodice su uglavnom kopnene i žive u Sjevernoj i Južnoj Americi. Vrste koje žive u Južnoj Americi uglavnom nastanjuju tropske i suptropske šume, dok one koje žive sjevernije nastanjuju suša staništa. 

## Porodice i rodovi
- Rod Dromococcyx
  - Dromococcyx pavoninus (Pelzeln, 1870.)
  - Dromococcyx phasianellus (Spix, 1824.)

- Rod Geococcyx (Wagler, 1831.) 
  - Geococcyx californianus (Lesson, 1829.)
  - Geococcyx velox (Wagner, 1836.)

- Rod Morococcyx
  - Morococcyx erythropygus (Lesson, 1842.)

- Rod Neomorphus (Gloger, 1827.) 
  - Neomorphus geoffroyi (Temminck, 1820.)
  - Neomorphus pucheranii (Deville, 1851.)
  - Neomorphus radiolosus (Sclater & Salvin, 1878.)
  - Neomorphus rufipennis (Gray, 1849.)
  - Neomorphus squamiger (Todd, 1925.)

- Rod Tapera
  - Tapera naevia (Linné, 1766.)

## Vanjske poveznice
|  | Wikivrste imaju podatke o taksonu Neomorphinae |